# Кахамарка
Кахама́рка (исп. Cajamarca [kaxaˈmaɾka], кечуа Kashamarka, Qasamarka, айм. Qajamarka) — город на севере Перу, расположенный в горах на высоте 2700 метров над уровнем моря. Город является административным центром региона Кахамарка. Это один из крупных городов страны, его население составляет около 135 000 человек. Экваториальный климат города очень мягкий, что создаёт благоприятные условия для земледелия. Более всего Кахамарка известна тем, что именно здесь завершилась эпоха Империи Инков — здесь произошла битва при Кахамарке и здесь был пленён последний правитель инков Атауальпа. В Перу Кахамарка известна как «столица перуанского карнавала».

## История
Город был основан около 3000 лет назад. Археологи находят следы до-чавинских культур в Кумбе-Майо и Кунтур-Васи. В период между 1463 и 1471 годами эти территории завоевал энергичный и талантливый полководец Тупак Инка Юпанки, присоединив таким образом Кахамарку к Империи Инков.

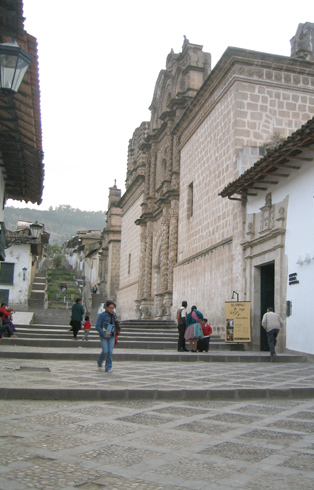
Улицы Кахамарки

В первую очередь Кахамарка занимает место в истории в связи с событиями 1532 года. Атауальпа победил своего брата Уаскара в битве за трон империи. По пути в Куско он остановился в Кахамарке с 80-тысячным войском; здесь он встретился с отрядом из 168 конкистадоров во главе с Франсиско Писарро, который шёл из Пьюры. Эрнандо де Сото и Винсент де Вальверде вручили Атауальпе «Рекверимьенто», но тот ответил категорическим отказом. Это дало основание Писарро объявить инков врагами Испании и Церкви. В битве при Кахамарке конкистадоры захватили в плен Атауальпу, убив при этом несколько тысяч воинов и мирных жителей инков. Однако после битвы оказалось, что количество конкистадоров стало значительно меньше, поэтому они укрылись в главном храме города вместе с главой империи, требуя за него выкуп. Атауальпа предложил Писарро заполнить помещение, в котором его держали в цепях, до потолка золотом, и таким образом выменять свою жизнь. Однако, получив сокровища, конкистадоры не сдержали слова и убили последнего императора Инков.
Помещение, в котором держали Атауальпу, получило название «Комнаты выкупа» (исп. El Cuarto del Rescate). В настоящее время оно является одним из самых посещаемых туристами мест в Кахамарке.
В 1785 году в провинции Кахамарка проживало 50 927 человек, из них: 15 священников, 77 клириков, 34 монаха, 43 монахини, 7188 испанцев, 22720 индейцев, 15967 метисов, 4408 мулатов, 493 негра.
В 1986 году Организация американских государств объявила Кахамарку историческим и культурным наследием Америки.

## Культура

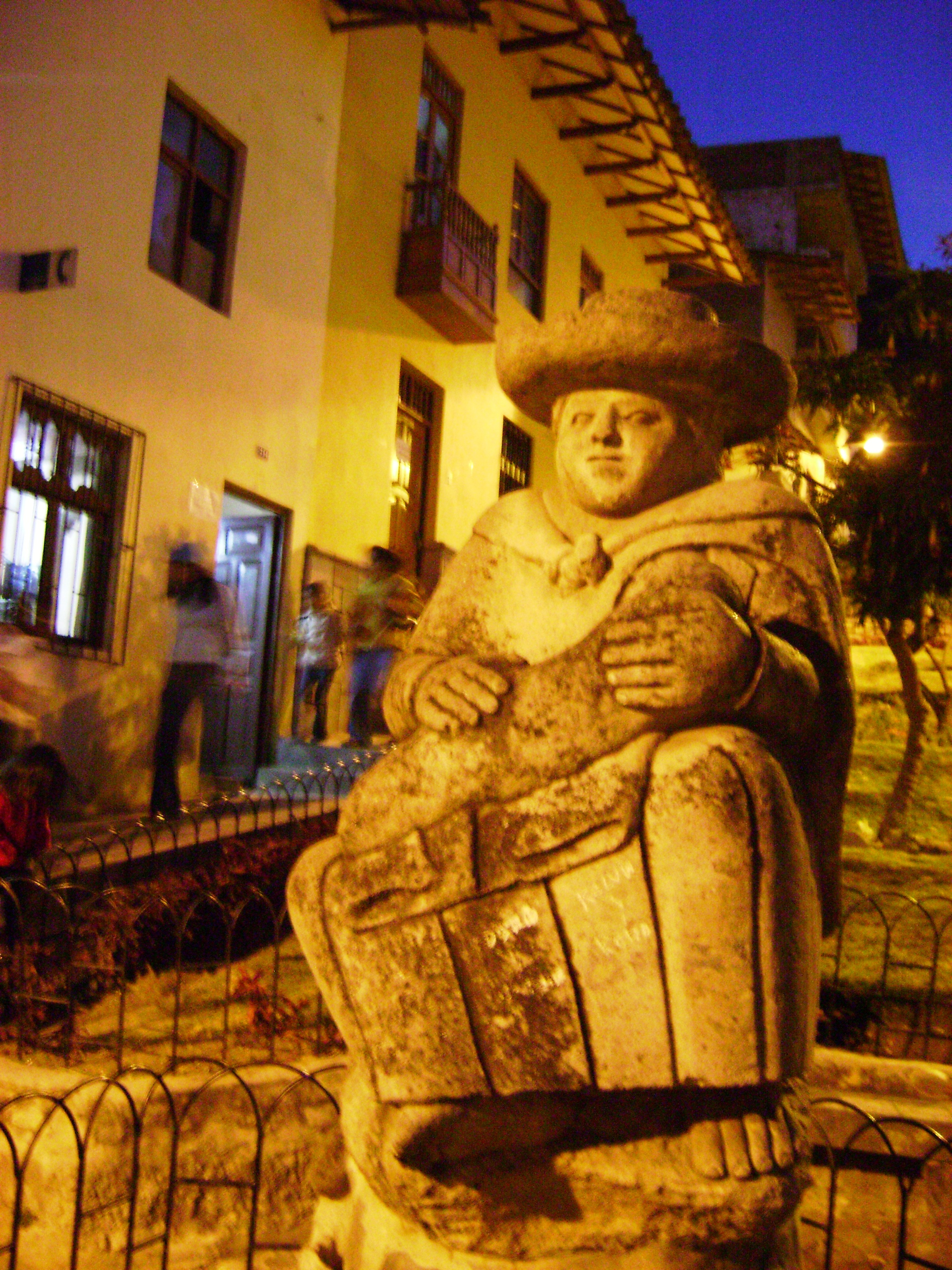
Статуя музыканта с гитарой

Гимн Кахамарки
ESTROFA I
Enclavada en los Andes del Norte
bajo el bello cielo del Perú
muchos siglos tejieron tu historia
de nostalgia paciencia y virtud
despertad de aquel sueño eterno
que el silencio Dios te encomendó
para ser hoy la luz de los pueblos
y esperanza de nuestra nación
CORO
Cajamarca Cajamarca
hoy por fin a sonado el clarín
ha llegado la hora levanta
tú serás el nuevo paladín
Cajamarca Cajamarca
tu riqueza y tu juventud
cambiarán para bien nuestra historia
y el destino de nuestro Perú.
ESTROFA II
Que tu pueblo conserve tu gloria
que en San Pablo humilló al invasor
y que Gálvez cante tu victoria
desde lo alto allá en el torreón
Casanova Villanueva y Egúsquiza
honraron tu suelo con honor
noble tierra de los Cajamarca
que en tu valle dorado creció.
ESTROFA III
Cumbe Mayo herencia grandiosa
tu Cutervo parque nacional
tus frailones y tus manantiales
son tesoros que no tienen par
aire puro respiro en tus valles
tus retamas adornan mi lar
Dios bendiga la paz de tus calles
Cajamarca tú eres mi hogar.
ESTROFA IV
San Ignacio, Jaén y Cutervo
Santa Cruz, Chota y Hualgayoc
Cajamarca, San Pablo y San Marcos
son las perlas que Dios nos brindó
San Miguel, Celendín
Cajabamba y Contumazá
son mi amor son mi honor
y el orgullo de mi corazón.
Текст: Armando Massé
Для города характерны здания XVII—XVIII веков, а также двухэтажные дома с двускатной черепичной крышей, парадная дверь которых украшена узорчатым камнем. Среди достопримечательностей выделяют:
- Главный собор
- Церковь Сан-Франциско
- Комплекс Билем
- Комплекс Ла Реколета
- Мирадор Санта Аполония

В городе помимо официальных государственных праздников отмечают два своих собственных: Карнавал Кахамарки, который празднуется в феврале-марте и Праздники крестов, проводимые в Вербное воскресенье.

## Образование
В городе находится два университета: государственный университет Nacional de Cajamarca и частный Universidad Privada del Norte. К ним стоит добавить международную школу по содействию распространения билингвистического обучения.

## Транспорт
В Кахамарке действует аэропорт Aeropuerto Mayor General FAP Armando Revoredo Iglesias. Также город обслуживается двумя междугородными автобусными линиями.